# Christoph Nösig
Christoph Nösig (Längenfeld, 19 giugno 1985) è un ex sciatore alpino austriaco.
È fratello di Michaela, anche lei sciatrice della nazionale austriaca.

## Biografia

### Stagioni 2001-2009

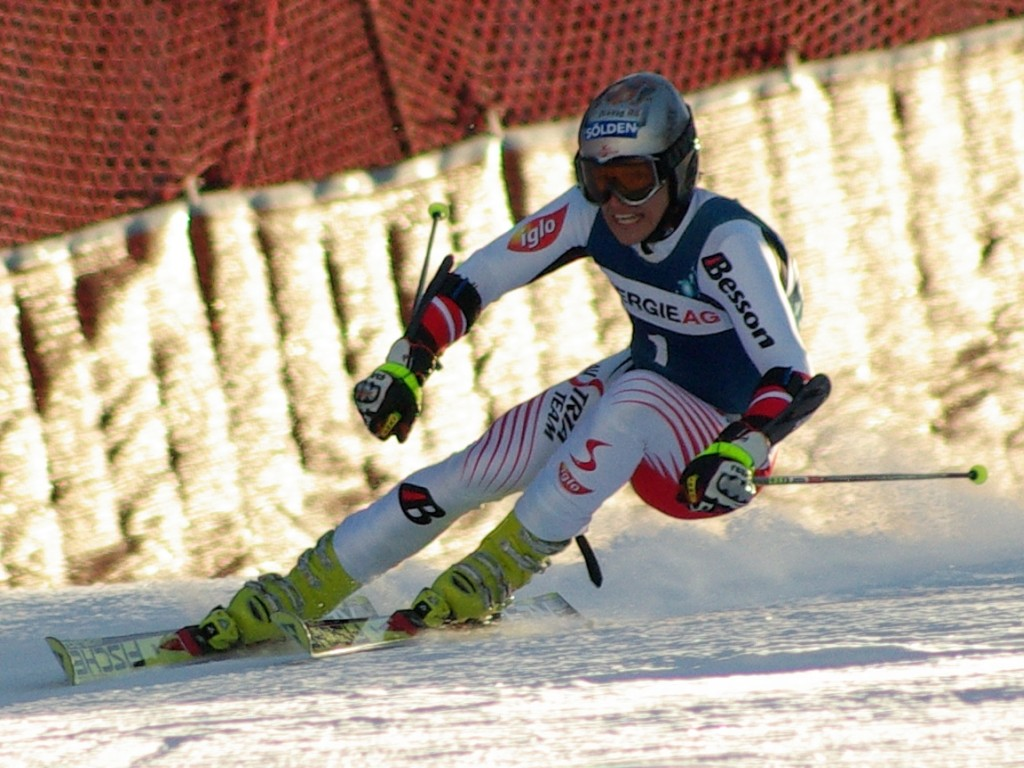
Nösig durante lo slalom gigante di Coppa Europa disputato a Hinterstoder l'11 gennaio 2008, sua prima vittoria nel circuito

Specialista dello slalom gigante attivo in gare FIS dal dicembre del 2000, in Coppa Europa Nösig ha esordito il 20 dicembre 2003 nello slalom speciale di Donnersbachwald, senza completarlo, ha ottenuto il primo podio il 5 dicembre 2007 nello slalom gigante di Geilo (2º) e la prima vittoria l'11 gennaio 2008 nello slalom gigante di Hinterstoder.
Il 7 dicembre 2008 ha esordito in Coppa del Mondo nello slalom gigante di Beaver Creek, nel quale però non si è qualificato per la seconda manche; un paio di mesi dopo, il 21 febbraio, ha conquistato i primi punti nel circuito, piazzandosi 24º nello slalom gigante di Sestriere.

### Stagioni 2010-2017
Nella stagione 2009-2010 ha vinto la classifica di slalom gigante di Coppa Europa; il 16 marzo 2013 ha colto a Lenzerheide il suo miglior piazzamento di carriera in Coppa del Mondo, 6º in slalom gigante. Ai Mondiali di Vail/Beaver Creek 2015, sua unica presenza iridata, si è aggiudicato la medaglia d'oro nella gara a squadre, mentre non ha completato lo slalom gigante.
Si è ritirato al termine della stagione 2016-2017; la sua ultima gara in Coppa del Mondo è stato lo slalom gigante disputato a Kranjska Gora il 4 marzo, chiuso da Nösig al 26º posto, mentre ha disputato l'ultima gara in carriera a Morzine-Avoriaz il 23 marzo successivo.

## Palmarès

### Mondiali
- 1 medaglia:
  - 1 oro (gara a squadre a Vail/Beaver Creek 2015)

### Coppa del Mondo
- Miglior piazzamento in classifica generale: 43º nel 2013

#### Coppa del Mondo - gare a squadre
- 1 podio:
  - 1 terzo posto

### Coppa Europa
- Miglior piazzamento in classifica generale: 4º nel 2010
- Vincitore della classifica di slalom gigante nel 2010
- 13 podi:
  - 3 vittorie
  - 3 secondi posti
  - 7 terzi posti

#### Coppa Europa - vittorie
| Data            | Località           | Paese   | Specialità |
| --------------- | ------------------ | ------- | ---------- |
| 11 gennaio 2008 | Hinterstoder       | Austria | GS         |
| 17 gennaio 2010 | Kirchberg in Tirol | Austria | GS         |
| 8 febbraio 2010 | Méribel            | Francia | GS         |

Legenda:

GS = slalom gigante

### Nor-Am Cup
- Miglior piazzamento in classifica generale: 55º nel 2013
- 1 podio:
  - 1 secondo posto

### Campionati austriaci
- 4 medaglie[2]:
  - 2 ori (combinata nel 2006; slalom gigante nel 2012)
  - 1 argento (slalom gigante nel 2011)
  - 1 bronzo (slalom speciale nel 2007)

### Campionati austriaci juniores
- 5 medaglie[2]:
  - 5 ori (slalom gigante, slalom speciale, combinata nel 2002; supergigante nel 2004; slalom speciale nel 2005)